# کراسویل (آلاباما)
کراسویل (به انگلیسی: Crossville) شهری در شهرستان دیکلب ایالت آلاباما است که مساحت آن ۲۱٫۶۸ کیلومتر مربع است و در سرشماری سال ۲۰۱۰ میلادی، ۱٬۸۶۲ نفر جمعیت داشته و تراکم جمعیتی آن، ۸۵٫۸۹ نفر در هر کیلومتر مربع بوده است.